# Arteritis
L'arteritis (no s'ha de confondre amb artritis) és la inflamació per una lesió de la paret arterial que provoca una estenosi luminal per proliferació de la túnica íntima, per trombosi associada o per ambdós mecanismes. en general com a conseqüència d'una infecció o una resposta autoimmune.

## Tipus

### Primàries
- Arteritis de la temporal (també anomenada Arteritis de cèl·lules gegants), és específicament l'arteritis de les artèries que irriguen el cap, l'ull i el nervi òptic, en particular l'artèria temporal.
- Arteritis de Takayasu: afecta l'aorta i les seves branques.
- Poliarteritis nodosa: afecta l'artèries de mida mitjana, especialment les renals, coronàries, hepàtica i els sistemes músculoesquelètic.
- Tromboangiïtis obliterant.
- Granulomatosi al·lèrgica de Churg-Strauss.

### Secundàries
- Lupus eritematós sistèmic.
- Esclerodèrmia sistèmica progressiva.
- Alguns càncers.
- Infecciosa: L'arteritis pot ser deguda, rarament, pel fong patogen Candida albicans.[2]